# Leccinellum crocipodium
Leccinellum crocipodium (Letell.) Della Magg. & Trassin., 2014 è un fungo appartenente alla famiglia Boletaceae, facilmente riconoscibile per i pori gialli e la carne che vira al nero.

## Descrizione della specie

### Cappello
4–10 cm di diametro, da globoso a convesso,
Margineche si estende circa 1 mm oltre i tubuli, più scuro.
Cuticolagiallastra-bruna o bruna-rossastra, asciutta, vellutata, con l'età si fessura in piccole screpolature irregolari.

### Tubuli
Annessi o adnati, di color giallo chiaro.

### Pori
Minuti, 0,3-0,5 mm di diametro, circolari, color giallo chiaro, al tocco virano al bruno-rossastro e poi al nero.

### Gambo
6-15 x 1,5–4 cm, prima obeso, poi slanciato, cilindrico, attenuato all'apice, color giallo pallido, poi imbrunente, con rade e piccole squame grigiastre, poi brunastre.

### Carne
Prima soda, poi molle nel cappello e dura nel gambo, color giallo o crema, al tocco vira al bruno-rossastro o al viola-grigio fino ad annerirsi.
- Odore: indefinito.
- Sapore: grato.

### Microscopia
Spore12-16 x 5-6,5 µm, lisce, fusiformi, con apice conico, spesso anche amigdaliformi, marroni in massa.
Basidi18-35 x 5-9 µm, clavati, tetrasporici.
Cistidi20-55 x 4,5-11 x 2-4 µm, lageniformi o fusiformi, senza colore o con pigmento intracellulare bruno.
Giunti a fibbiaassenti.

## Habitat
Fungo simbionte, fruttifica associato a Quercus e Carpinus.

## Commestibilità
Commestibile, non è molto apprezzato perché assume il colore nero alla cottura.

## Etimologia
Dal latino crocus = croco, zafferano e dal greco poús, podós = piede, cioè dal piede color zafferano.

## Sinonimi e binomi obsoleti
- Boletus crocipodius Letell., Figures des Champignons ...: tab. 666 (1838)
- Boletus nigrescens Richon & Roze,: 191 (1888)
- Boletus tessellatus Gillet, Les Hyménomycètes ou description de tous les champignons (fungi) qui croissent en France (Alençon): 636 (1874)
- Krombholzia crocipodia (Letell.) E.-J. Gilbert, (1931)
- Krombholziella crocipodia (Letell.) Maire
- Krombholziella crokipodia (Letell.) Maire, (1937)
- Krombholziella nigrescens (Richon & Roze) Šutara, Česká Mykol. 36(2): 81 (1982)
- Leccinellum crocipodium (Letell.) Bresinsky & Manfr. Binder, in Bresinsky & Besl (2003)
- Leccinellum nigrescens (Richon & Roze) Bresinsky & Manfr. Binder, (2003)
- Leccinum nigrescens (Richon & Roze) Singer, Am. Midl. Nat. 37: 116 (1947)
- Trachypus crocipodius (Letell.) Romagn., (1939)

## Nomi comuni
- Leccino

## Specie simili
Il L. crocipodium può essere confuso con:
- L. lepidum e L. corsicum, che hanno la carne non virante e il cappello mai vellutato e meno screpolato;
- Boletus appendiculatus, con gambo reticolato e carne virante all'azzurro.